# 阿济
阿济（法語：Azy，法語發音：[azi]）是法国谢尔省的一个市镇，属于布尔日区。

## 地理
阿济（47°10'59"N, 2°42'28"E）面积27.62 平方千米，位于法国中央-卢瓦尔河谷大区谢尔省，该省份为法国中部省份，北起卢瓦雷省，西接卢瓦-谢尔省和安德尔省，南至克勒兹省，东南接阿列省，东临涅夫勒省。
与阿济接壤的市镇（或旧市镇、城区）包括：埃特雷希、格鲁瓦斯、雅洛涅、蒙蒂尼、里扬。

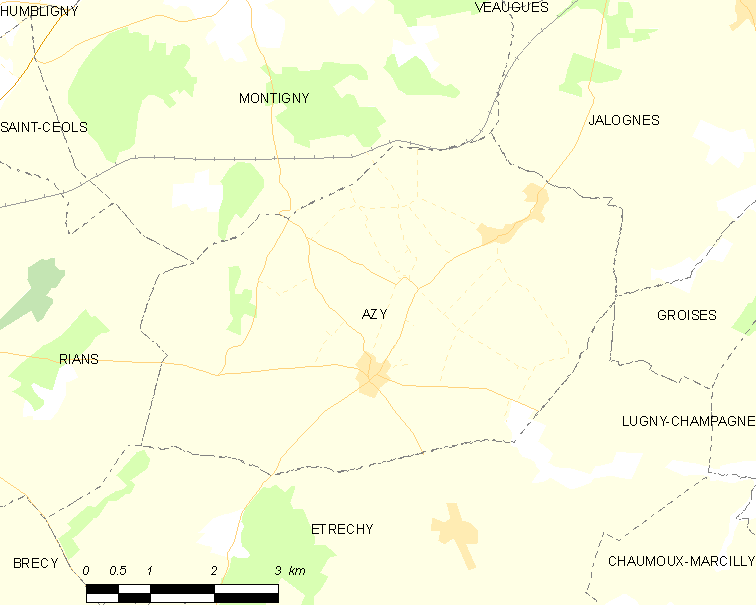
阿济的OSM定位图

阿济的时区为UTC+01:00、UTC+02:00（夏令时）。

## 行政
阿济的邮政编码为18220，INSEE市镇编码为18019。

## 政治
阿济所属的省级选区为圣日耳曼迪皮县。

## 人口

1962-2008年间阿济人口变化图示

阿济于2022年1月1日时的人口数量为453人。